# Wiśniew (gromada w powiecie siedleckim)
Wiśniew – dawna gromada, czyli najmniejsza jednostka podziału terytorialnego Polskiej Rzeczypospolitej Ludowej w latach 1954–1972.
Gromady, z gromadzkimi radami narodowymi (GRN) jako organami władzy najniższego stopnia na wsi, funkcjonowały od reformy reorganizującej administrację wiejską przeprowadzonej jesienią 1954 do momentu ich zniesienia z dniem 1 stycznia 1973, tym samym wypierając organizację gminną w latach 1954–1972.
Gromadę Wiśniew z siedzibą GRN w Wiśniewie utworzono – jako jedną z 8759 gromad – w powiecie siedleckim w woj. warszawskim, na mocy uchwały nr VI/10/18/54 WRN w Warszawie z dnia 5 października 1954. W skład jednostki weszły obszary dotychczasowych gromad Ciosny, Gostchorza, Kaczory, Wiśniew i Wiśniew kolonia ze zniesionej gminy Wiśniew oraz przysiółek Okniny Małe z dotychczasowej gromady Okniny ze zniesionej gminy Zbuczyn w tymże powiecie. Dla gromady ustalono 14 członków gromadzkiej rady narodowej.
31 grudnia 1959 do gromady Wiśniew przyłączono wsie Sołdy, Paduchy, Kosiorki i Helenów ze znoszonej gromady Borki-Wyrki oraz wsie Myrcha, Stok Wiśniewski, Wólka Wołyniecka i Lipniak ze znoszonej gromady Wołyńce w tymże powiecie.
31 grudnia 1961 do gromady Wiśniew włączono obszar zniesionej gromady Białki (bez wsi Grabianów, Ujrzanów i Podsekuła), wsie Nowe Okniny, Okniny-Pozdrój, Radomyśl, Stare Okniny i Zabłocie ze zniesionej gromady Radomyśl oraz wieś Tworki ze zniesionej gromady Śmiary w tymże powiecie.
Gromada przetrwała do końca 1972 roku, czyli do kolejnej reformy gminnej. 1 stycznia 1973 w powiecie siedleckim reaktywowano gminę Wiśniew.